# Rocks Clusters
Rocks Cluster (originalmente llamado NPACI Rocks) es una distribución de Linux para clusters de computadores de alto rendimiento. Fue iniciada por la NPACI y la SDSC en el 2000, y fue financiada inicialmente en parte por una subvención de la NSF (2000-2007)  pero actualmente está financiada por la siguiente subvención de la NSF. 
Rocks se basó inicialmente en la distribución Red Hat Linux, sin embargo las versiones más modernas de Rocks están basadas en CentOS, con un instalador Anaconda modificado, que simplifica la instalación 'en masa' en muchos computadores. Rocks incluye muchas herramientas (tales como MPI) que no forman parte de CentOS pero son los componentes integrales que hacen un grupo de ordenadores en un cluster.
Las instalaciones pueden ser personalizadas con paquetes de software adicionales, utilizando CD especiales (llamados Roll CD).  Los "Rolls" extienden el sistema integrando automáticamente los mecanismos de gestión y empaquetamiento usados por el software base, simplificando ampliamente la instalación y configuración de un gran número de computadores.  Se han creado más de una docena de Rolls, incluyendo el SGE roll, el Condor roll, el Lustre roll, el Java roll, y el ganglia roll.
Es una de las distribuciones más empleadas en el ámbito de clusters, por su facilidad de instalación e incorporación de nuevos nodos. Otra de sus grandes facilidades es que incorpora gran cantidad de software para el mantenimiento y monitorización del cluster, lo que a su vez podría suponer en algunos casos una limitación .